# Кућица на Дрини
Кућица на стени (Кућица на Дрини) представља аутентични симбол малог града Бајина Башта, који се налази на десној обали реке Дрине, испод обронака планине Таре у Златиборском округу у западној Србији.

### Положај
Дрвена кућица на изолованој стени усред реке Дрине налази се на 2 km од центра града Бајина Башта, а 15 km од места Перућац које је најпознатије по хидроелектрани “Бајина Башта”, односно по вештачком језеру Перућац које је направљено зарад ове хидроелектране 1966. године.

### Настанак и развој
Настанак кућице везује се за лето далеке 1968. године. Група бајинобаштанских дечака направили су место за одмор на стени од дасака од оближње срушене шупе и како би се заштитили од сунца, и тада је идеја рођена. Набујала Дрина исте јесени однела је даске са стене, али је идеја остала. 
Следеће године, у лето 1969. године изграђена је прва кућица на стени. Материјал је до стене превожен чамцима и кајацима, већи комади су спуштани у воду неколико километара узводно, а затим су хватани, извлачени из воде и доношени на стену. Тако је почела прича о кућици на стени која траје дуги низ година. 
Својим водостајима Дрина је плавила, рушила и односила кућицу више пута. Међутим, она је увек поправљана или је подизана нова. У децембру 1999. године Дрина је по пети пут однела кућицу. 
На обнову кућице се чекало све до 2005. године. По шести пут је обновљена када су на стенчици изливене две стабилне бетонске греде као чврста основа за постављање дрвеног објекта.
Након велике поплаве у децембру 2010. године моћна Дрина је поново скинула кућицу са стене.
Од 2011. године кућица поново краси реку Дрину и стоји као препознатљив симбол Бајине Баште. Током јануара 2023. због високог водостаја Дрине претрпела је оштећења.

### Намена
Пре свега она је била место где су се одмарале генерације девојака и младића, где су започињали своје прве пливачке и кајакашке завеслаје и где је и временом настала идеја за оснивање првог кајакашког клуба у Бајиној Башти, чији су кајакаши донели безброј победа и медаља.

### Окружење
Ова кућа, иако на врло необичном месту, сасвим добро се уклопила у природно окружење које се сматра једном од ретких нетакнутих оаза природе у овом делу света и због тога привлачи пажњу туриста из целога света.

### Туристичка атракција
Часопис Национална географија посветио јој је један број када је у једном њиховом такмичењу проглашена за фотографију месеца августа 2012. године. Тиме је изазвала велику светску пажњу, па јој је 9. марта 2013. године енглески “Дејли мејл” посветио чланак чудећи се како толико година одолева дивљој природи. "Бизнисинсајдер" сврстао је у топ 16 најчуднијих кућа на свету.

#### Манифестација
Поред кућице прође и заустави се хиљаде и хиљаде људи на чамцима и сплавовима из целог света, јер се на реци Дрини сваке године у јулу месецу одржава спуст, познат као Дринска регата, који постоји већ дужи низ година и који окупља људе из целог света.